# Grote Kerk (Vianen)

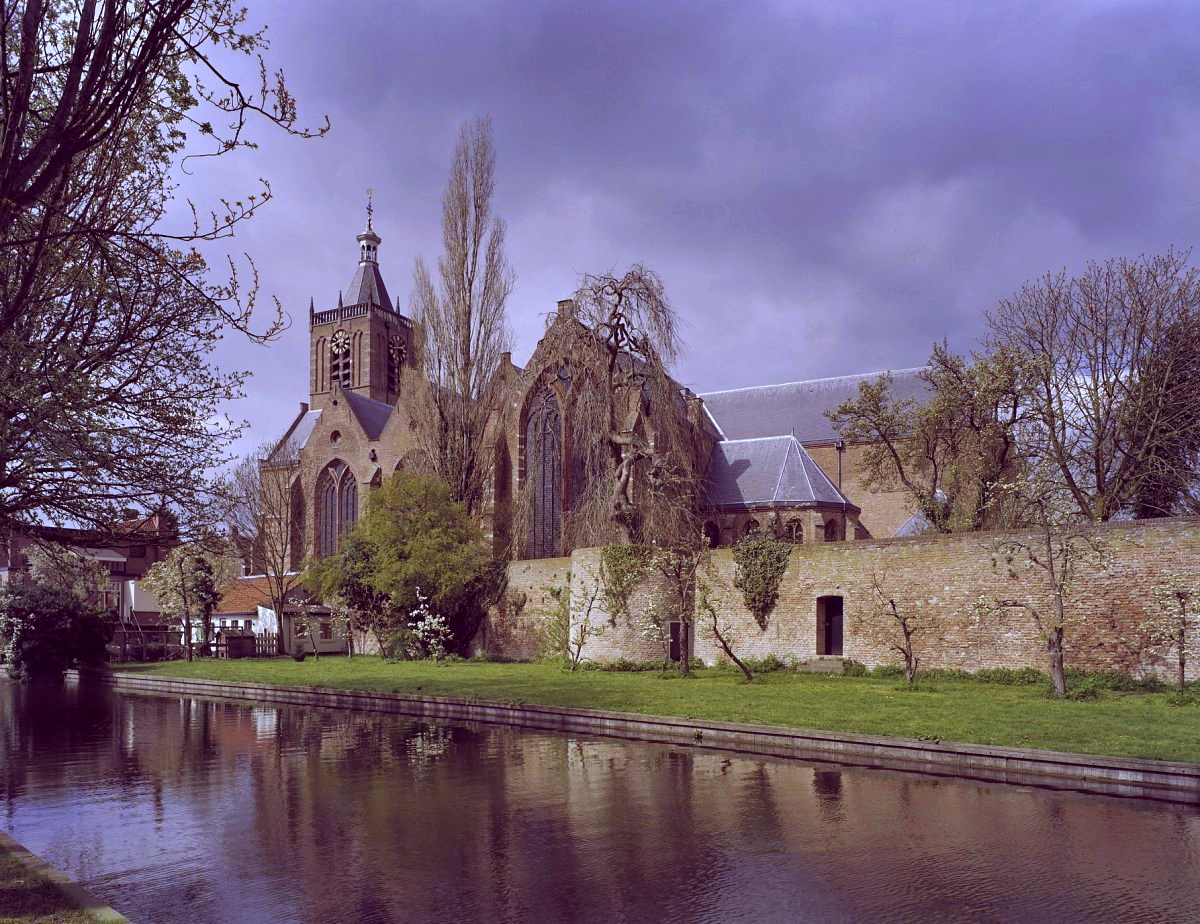
Stadtmauer und Grote Kerk

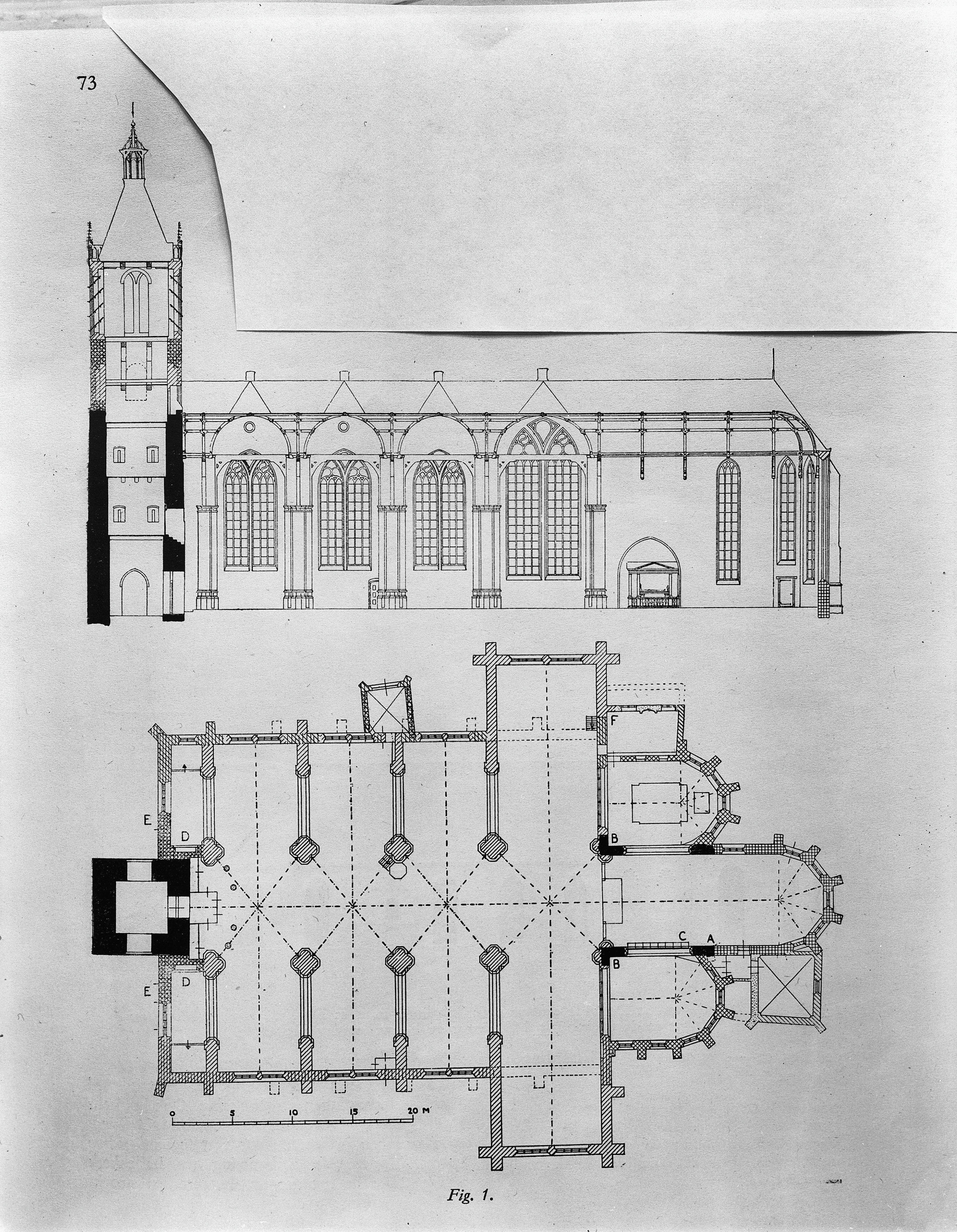
Längsschnitt und Gewölbeplan

Die Grote Kerk in der niederländischen Stadt Vianen, Provinz Utrecht, ist die älteste Kirche der Stadt und dient einer reformierten Kirchengemeinde innerhalb der Protestantischen Kirche in den Niederlanden.

## Geschichte
Einer schon vorbestehende Kapelle wurde am 1. August 1327 vom örtlichen Feudalherrn Zweder II. van Vianen Baugrund für einen Neubau geschenkt, den sein reicher Schwiegersohn Willem van Duivenvoorde, Siegelbewahrer der Grafschaft Holland, finanzierte. Errichtet wurde eine Pseudobasilika. Die Kirche unterstand der Pfarrei Gasperden (heute Hagestein), erhielt aber 1345 Tauf- und Bestattungsrechte. Nach der Erhebung zu einer eigenständigen Pfarrkirche im Jahr 1435 wurde das Gotteshaus zu einer Hallenkirche erweitert. Beim Stadtbrand von 1540 brannte auch die Kirche großenteils ab. Den schnellen Wiederaufbau leitete der Baumeister Cornelis Frederiksz. Seither gab es keine großen baulichen Veränderungen mehr. Am 25. September 1566 schloss sich die Pfarrei der Reformation an. Umgehend wurden Heiligenstatuen und Altäre entfernt.

## Bauwerk
Die Grote Kerk ist eine Hallenkirche mit Querschiff. Der Westturm ist aus Backstein errichtet und weist überwiegend romanische Formen auf, obwohl er erst in „gotischer Zeit“ entstanden ist. Das Kirchenschiff, in mehreren Phasen im 14. bis 15. Jahrhundert errichtet, ist gotisch und größtenteils ebenfalls aus Backstein. In einigen Wänden gibt es aber einen dekorativen Farbwechsel, indem sich jeweils mehrere Lagen von Backstein und mehrere Lagen von Tuffstein fast gleicher Größe abwechseln.
Die Bedachung des Schiffs besteht aus einem Längsdach und vier Querdächern. Deren östlichstes bedeckt das Querschiff, die drei anderen bedecken die Seitenschiffe des Langhauses. Deren westlichste Abschnitte, kürzer als ein normales Joch, hat jeweils einen First in Längsrichtung der Kirche und ein Giebeldreieck neben dem Westturm.
Der von außen erkennbaren Struktur der Dächer und Dachfirste entspricht die Deckung der Teile des Kirchenschiffs mit hölzernen Tonnengewölben im Inneren.

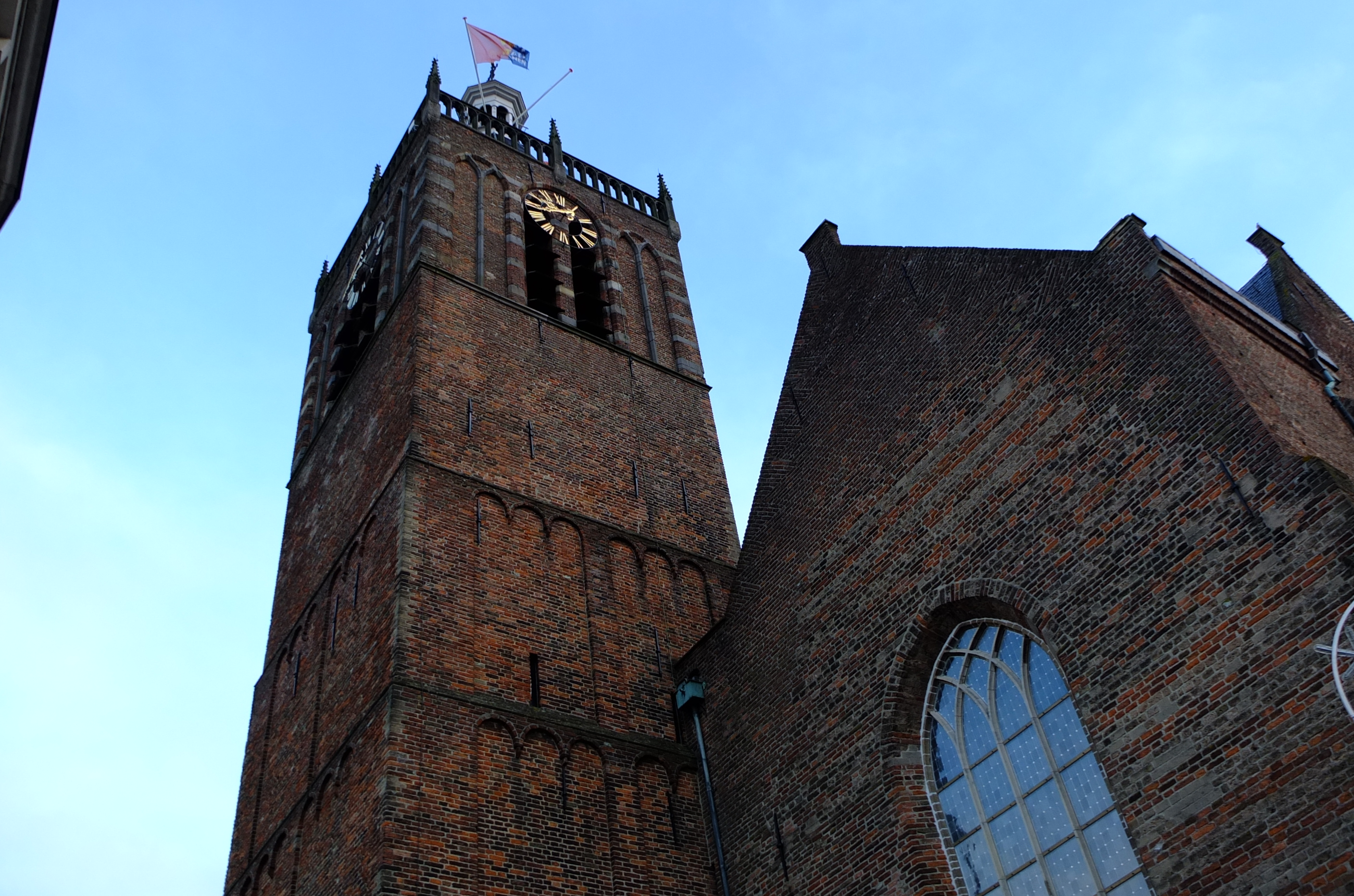
Westgiebel des Südschiffs und Turm
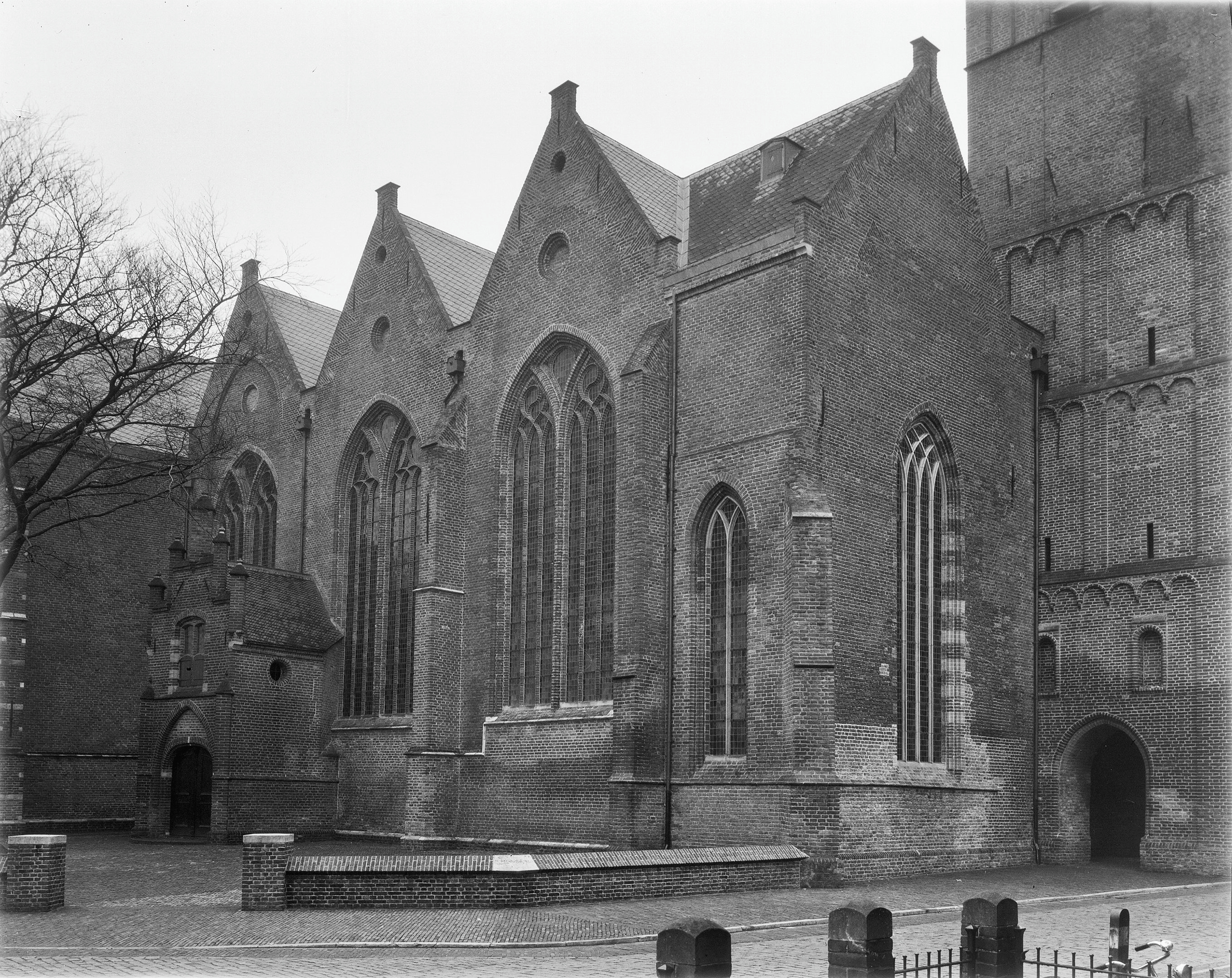
Schiff von Nordwesten
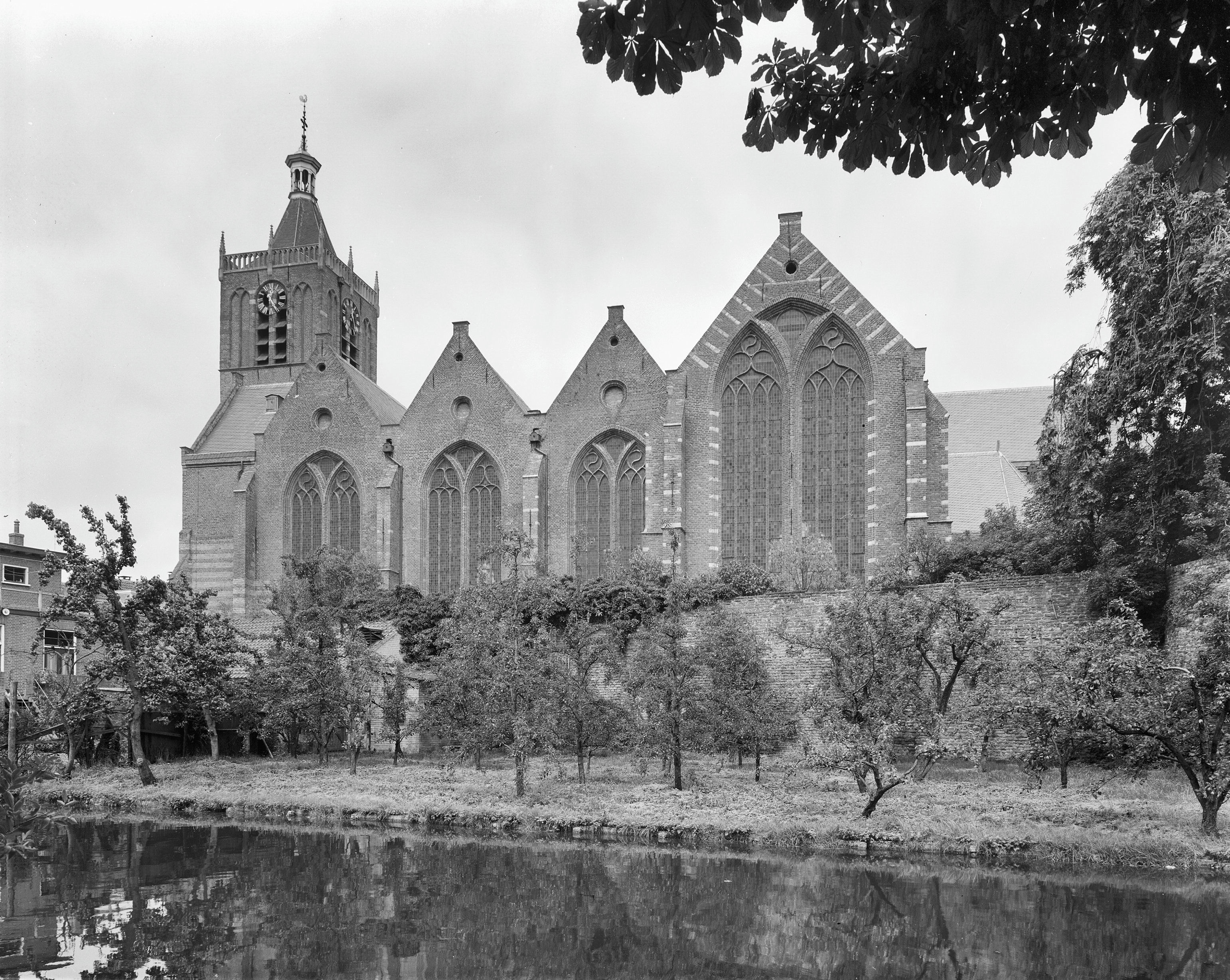
Turm und Schiff von Süden